# Aeroporto di Lugh Ganane
L'Aeroporto di Lugh Ganane (IATA: LGX, ICAO: HCMJ) è un scalo della Somalia che serve la città di Lugh. Fu costruito dagli italiani durante il periodo coloniale, quando la città si chiamava Lugh Ferrandi.